# Lee Bernhardi
Lee Bernhardi est un réalisateur américain.

## Filmographie
Sauf indication contraire, les informations mentionnées dans cette section peuvent être confirmées par la base de données cinématographiques IMDb,  présente dans la section « Liens externes ».

### Réalisateur

#### Séries télévisées
- 1975-1978 : Barney Miller (8 épisodes)
- 1976 : The Rich Little Show (saison 1, épisode 1)
- 1976 : Music Hall America (1 épisode)
- 1977 : Fish (en) (5 épisodes)
- 1977-1978 : We've Got Each Other (en) (3 épisodes)
- 1977-1978 : On Our Own (en) (7 épisodes)
- 1977-1979 : What's Happening!! (en) (5 épisodes)
- 1980 : One in a Million (en) (saison 1, épisode 12 et 13)
- 1982 : One of the Boys (en) (6 épisodes)
- 1984 : Tribunal de nuit (Night Court) (saison 2, épisode 3)
- 1985 : ABC Weekend Specials (saison 9, épisode 6)
- 1986 : The Redd Foxx Show (en) (saison 1, épisode 7 et 10)
- 1986 : Père et impair (en) (You Again?) (saison 1, épisode 6)
- 1986-1989 : Webster (en) (65 épisodes)
- 1989 : Le Club Mickey (The Mickey Mouse Club)
- 1989 : Living Dolls (4 épisodes)
- 1990 : Dog House (en) (saison 1, épisode 5)
- 1991 : Harry et les Henderson (Harry and the Hendersons) (3 épisodes)
- 1996-1997 : All That (saison 3, épisode 1 et 20)
- 2001 : Jake and Jill

#### Téléfilms
- 1974 : Judgment: The Trial of Julius and Ethel Rosenberg (en) co-réalisé avec Stanley Kramer
- 1974 : Judgment: The Court Martial of the Tiger of Malaya - General Yamashita co-réalisé avec Stanley Kramer
- 1976 : Father O Father co-réalisé avec Peter Bonerz
- 1985 : Back to Next Saturday